# Edicte de tolerància de Galeri

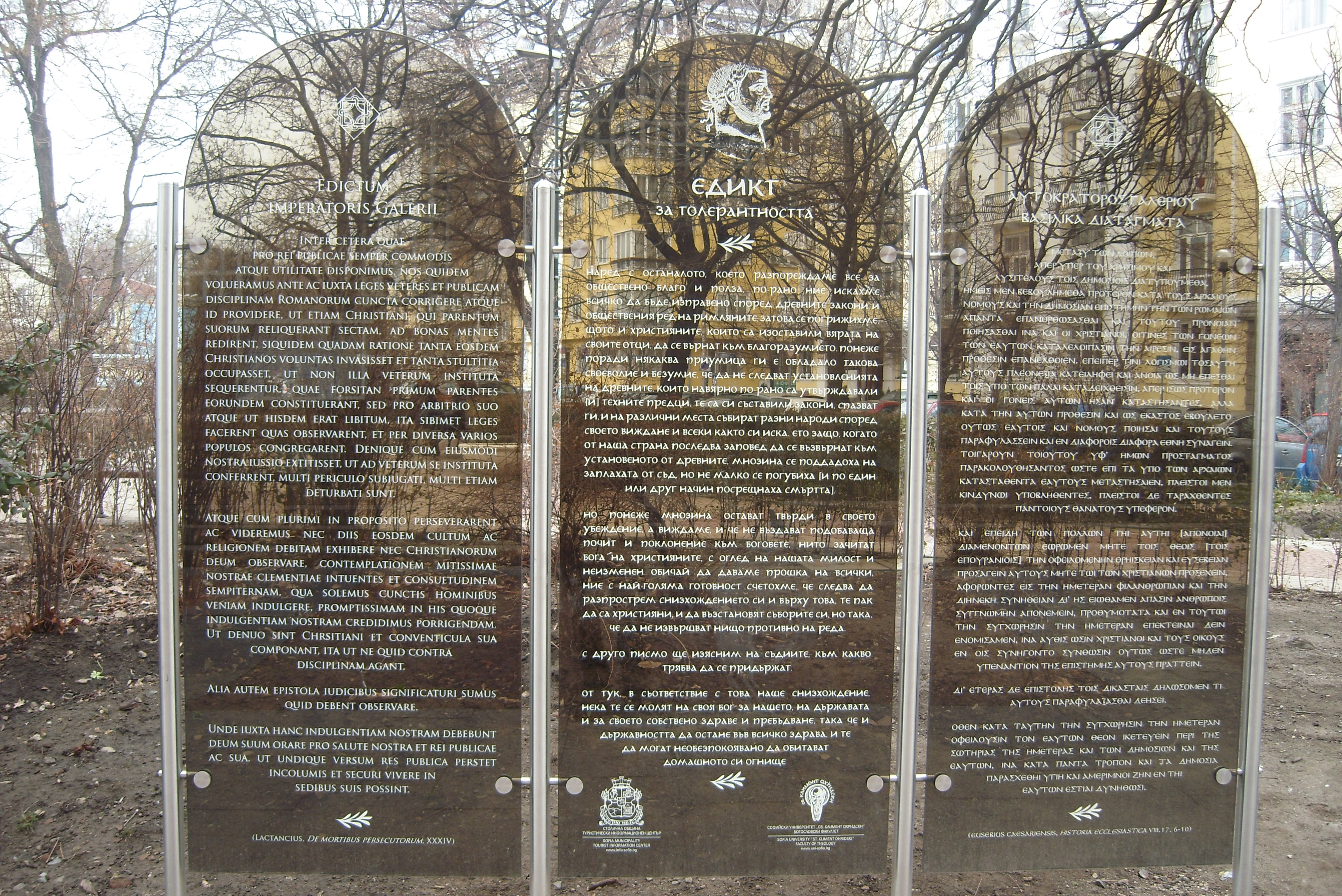
Placa trilingüe (llatí, búlgar, grec) amb l'edicte davant de l'església de Santa Sofia, a Sofia, Bulgària

L'edicte de tolerància de Sàrdica fou un edicte promulgat per l'emperador Galeri el 311 a la ciutat de Sàrdica (Sardica = Sofia), que establia la llibertat de culte i proselitisme per a la religió cristiana. Galeri, furibund anticristià, es va adonar de la impossibilitat de destruir la secta del cristians, i de què en cas de continuar la seva persecució la faria més forta. Per això va promulgar l'Edicte de tolerància que permetia lliurement les activitats del culte cristià, en igualtat a les altres religions, amb la condició que resessin al seu Déu per la permanència i benestar de l'Imperi Romà. El text de l'edicte de Sàrdica, conservat per Lactanci, diu: "Atents només a la nostra extrema complaença i inveterada costum de tractar benignament a tots els homes, hem cregut haver d'estendre als cristians la nostra indulgència, de manera que des d'ara puguin lliurement existir els esmentats cristians i restablir les seves reunions sempre que res maquinin contra l'ordre públic....A canvi de la nostra benignitat, deuen ells pregar al seu déu per la nostra salut, per la de l'Estat i per la seva pròpia, a fi que la República prosperi per arreu i ells mateixos puguin viure tranquils en les seves morades."
Abans d'aquest edicte Lactanci esmenta un altre edicte, emès per Constantí el Gran després de la seva proclamació com August, en el qual permetia el culte cristià als territoris sota la seva jurisdicció. El seu text no s'ha conservat.